# Lista de títulos e prêmios recebidos por Lionel Messi
Esta é uma lista de títulos, prêmios e recordes estabelecidos por Lionel Messi, futebolista argentino que atua pelo Inter Miami e pela Seleção Argentina onde é capitão. Considerado amplamente um dos melhores e maiores da história.

## Títulos

### Barcelona

#### Títulos oficiais[4]
- Copa do Mundo de Clubes da FIFA: 2009, 2011, 2015
- Liga dos Campeões da UEFA: 2005–06, 2008–09, 2010–11, 2014–15
- Supercopa da UEFA: 2009, 2011, 2015
- La Liga: 2004–05, 2005–06, 2008–09, 2009–10, 2010–11, 2012–13, 2014–15, 2015–16, 2017–18, 2018–19
- Copa del Rey: 2008–09, 2011–12, 2014–15, 2015–16, 2016–17, 2017–18, 2020–21
- Supercopa da Espanha: 2005, 2006, 2009, 2010, 2011, 2013, 2016, 2018

#### Títulos não-oficiais
- Copa Cataluñaː 2004–05, 2006–07
- Troféu Joan Gamperː 2006, 2007, 2008, 2010, 2011, 2013, 2014, 2015, 2016, 2017, 2018, 2019, 2020
- Troféu Ramon de Carranzaː 2005
- Copa Franz Beckenbauerː 2007
- Memorial Artemio Franchiː 2008
- Copa Audiː 2011
- Troféu de Parisː 2012
- Chang Champions Cupː 2013
- Qatar Airways Cupː 2016
- CIMB Challenge Cupː 2017
- International Champions Cupː 2017
- Mandela Centenary Cupː 2018
- Rakuten Cupː 2019

#### Campanhas de destaque
- Liga dos Campeões da UEFA - Semi-finalista: 2007–08, 2009–10, 2011–12, 2012–13, 2018–19
- Supercopa da UEFA - Vice-campeão: 2006
- La Liga - Vice-campeão: 2006–07, 2011–12, 2013–14, 2016–17, 2019–20
- Copa del Rey - Vice-campeão: 2010–11, 2013–14, 2018–19
- Supercopa da Espanha - Vice-campeão: 2012, 2015, 2017

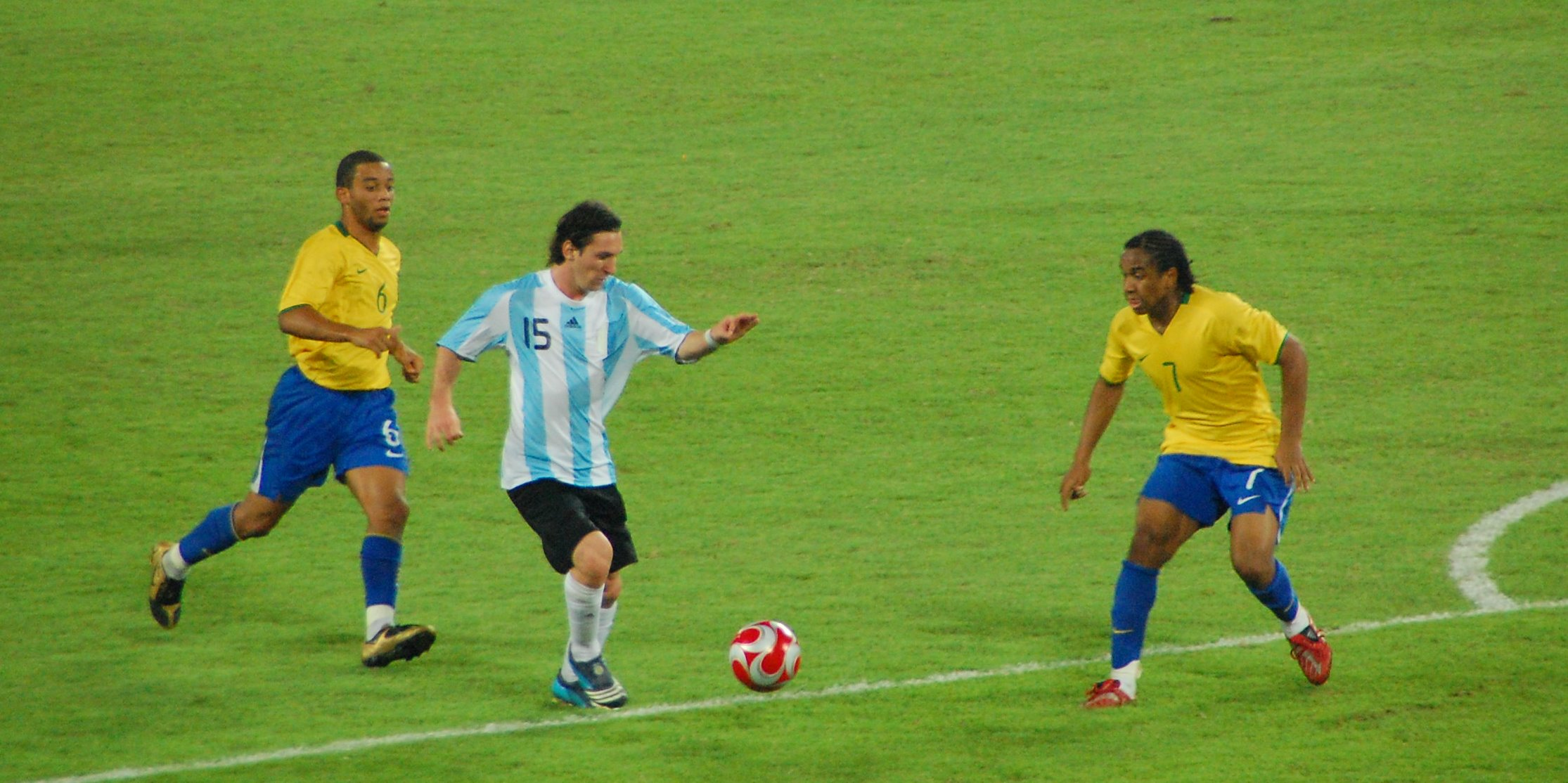
Messi atuando contra o Brasil na semifinal dos Jogos Olímpicos de 2008.

### Paris Saint-Germain

#### Títulos oficiais
- Ligue 1: 2021-22, 2022–23
- Trophée des Champions: 2022

Títulos não-oficiais
- Riyadh Season Cupː 2023

### Inter Miami

#### Títulos oficiais
- Leagues Cup: 2023
- MLS Supporters' Shield: 2024

#### Títulos não-oficiais
- The Americas: 2025

### Seleção Argentina

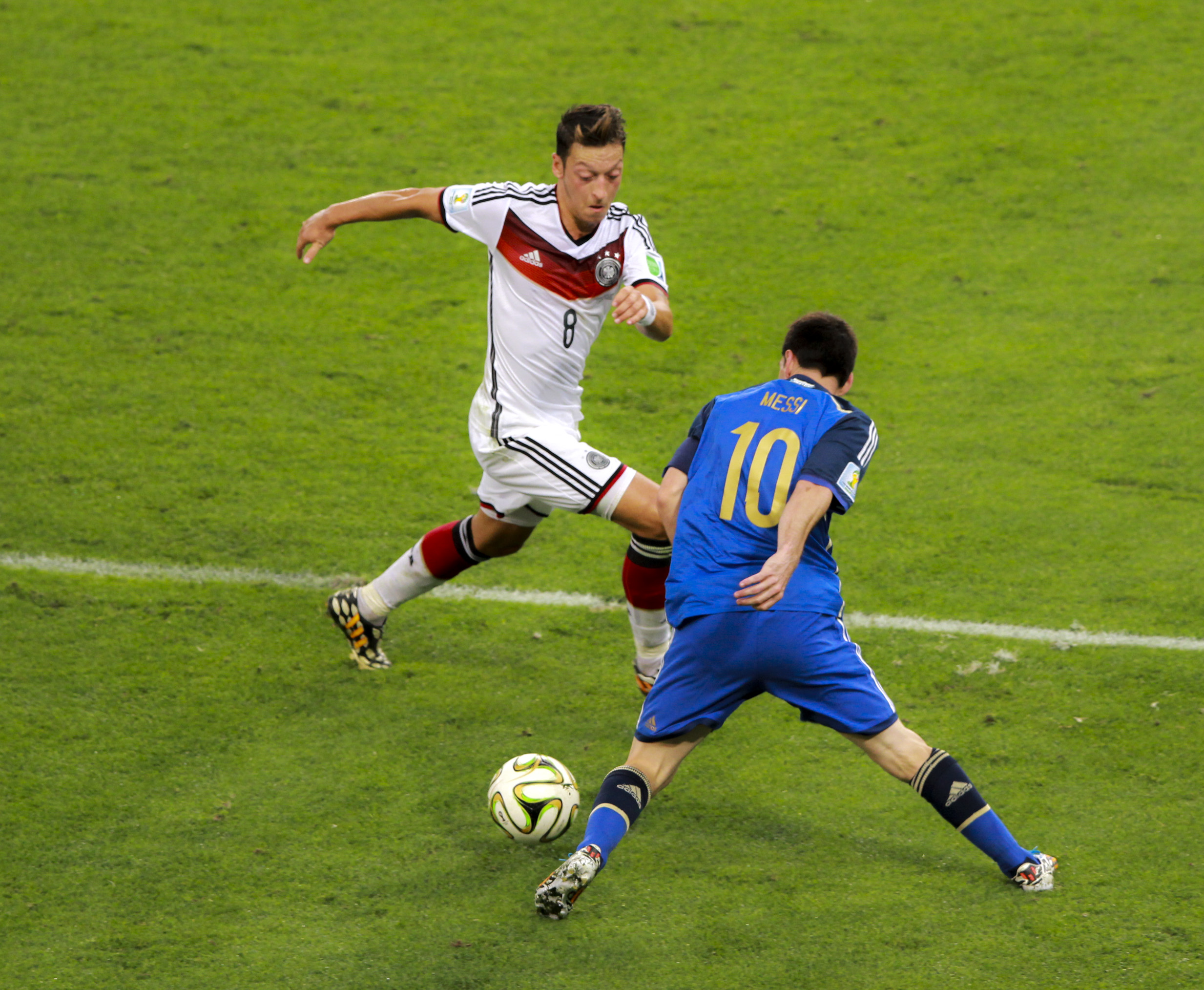
Messi atuando na final da Copa do Mundo FIFA de 2014 contra a Alemanha, competição no qual foi eleito o melhor jogador.

#### Argentina
- Copa do Mundo FIFA: 2022
- Copa América: 2021, 2024
- Copa dos Campeões CONMEBOL–UEFA: 2022

#### Argentina Sub-20
- Copa do Mundo da FIFA Sub-20: 2005

#### Argentina Sub-23
- Medalha de ouro nos Jogos Olímpicos: 2008

#### Títulos não-oficiais
- Copa Times of Indiaː 2011
- Copa Boliviaː 2007, 2015[5]
- Copa San Juanː 2019
- Superclássico das Américas: 2017, 2019

#### Campanhas de destaque

##### Argentina
- Copa do Mundo da FIFA - Vice-campeão: 2014
- Copa América - Vice-campeão: 2007, 2015, 2016 - Terceiro lugar: 2019

##### Argentina Sub-20
- Copa Sul-Americana Sub-20 - Terceiro Lugar: 2005

## Prêmios individuais
- Ballon d'Or: 2009, 2010, 2011, 2012, 2015, 2019, 2021, 2023
- The Best FIFA: 2019, 2022, 2023
- Bola de Ouro da FIFA: 2010, 2011, 2012, 2015
- Melhor Jogador do Mundo pela FIFA: 2009
- Prêmio Laureus do Esporte Mundial de atleta masculino do ano: 2020 e 2023
- Onze d'Or: 2009, 2011, 2012 e 2018
- Onze d'Argent: 2008, 2017 e 2019, 2021
- Melhor Jogador do Mundo pela FIFPro: 2009, 2010, 2011, 2012, 2015, 2019
- Melhor Jogador do Mundo pela revista World Soccer: 2009, 2010, 2011, 2012, 2015 e 2019[6]
- Melhor Jogador da UEFA na Europa: 2010–11, 2014–15
- Chuteira de Ouro da UEFA: 2009–10, 2011–12, 2012–13, 2016–17, 2017–18, 2018–19
- Melhor jogador de clubes da UEFA: 2008–09
- Atacante do ano da UEFA: 2008–09, 2018–19
- Jogador do Ano da Argentina: 2005, 2007, 2008, 2009, 2010, 2011, 2012, 2013, 2015, 2016, 2017, 2019, 2020, 2021,2022
- Olímpia de Oro - Atleta Argentino do Ano: 2011, 2021 e 2022
- Melhor atleta Argentino da década: (2011–2020)
- Melhor Jogador Jovem do Mundo pela FIFPro: 2006, 2007, 2008
- Melhor Jogador Jovem do Mundo pela revista World Soccer: 2006, 2007, 2008, 2009
- Melhor Jogador do Mundo pela Eurosport:2007, 2008, 2009, 2010, 2011, 2012, 2014, 2015 e 2019[7]
- Melhor Jogador do Mundo pela Goal 50: 2009, 2010, 2011, 2012, 2013, 2015, 2019 e 2021[8]
- Melhor jogador do mundo pela FourFourTwo: 2009, 2010, 2011, 2012, 2015, 2017, 2018 e 2019[9]
- Melhor jogador do ano pelo The Guardian: 2012, 2013, 2015, 2017, 2019 e 2022[10]
- Melhor jogador do mundo pela Sky Sports: 2015 , 2016 e 2019[11][12]
- Jogador do ano pelo Marca: 2018 [13]
- Melhor jogador da história do Espanhol pela CIHEFE[14]
- Jogador do ano pela Globe Soccer Awards: 2015[15]
- Jogador do ano pela revista L'Équipe: 2011[16][17]
- Golden Boy: 2005
- Trofeo Bravo: 2007
- Trofeu Aldo Rovira: 2009–10, 2011–12, 2012–13, 2014–15, 2016–17 e 2017–18[18]
- Don Balón - Melhor jogador estrangeiro: 2007, 2009, 2010
- Troféu EFE: 2007, 2009, 2010, 2011 e 2012.
- Trofeo Alfredo Di Stéfano: 2008–09, 2009–10, 2010–11, 2014–15, 2016–17 e 2017–18, 2018–19
- Troféu Pichichi: 2009–10, 2011–12, 2012–13, 2016–17, 2017–18, 2018–19, 2019–20, 2020–21
- Melhor Atleta Eleito pela ESPY Awards: 2012 e 2015[19][20]
- Melhor Atacante do ano pela ESPN: 2018[21]
- Prêmios LFP (Melhor Jogador La Liga): 2008–09, 2009–10, 2010–11, 2011–12, 2012–13 e 2014–15
- Mundo Deportivo (Melhor Jogador La Liga): 2017-18, 2018-19, 2019-20
- Jogador do Mês La Liga: Janeiro de 2016, Abril de 2017, Abril de 2018, Setembro de 2018, Março de 2019, Novembro de 2019, Fevereiro de 2020, Fevereiro de 2021
- Melhor atacante da La Liga 2008–09, 2009–10, 2010–11, 2011–12, 2012–13, 2014–15, 2015–16
- Melhor gol da UEFA: 2014–15, 2015–16, 2018–19
- Melhor gol da UEFA por analistas: 2019–20
- Melhor jogador da história: Revista Sports Illustrated[22], Revista Voetbal International[23][24].
- Gol mais bonito da história do Barcelona: 2006/07 - semifinal da Copa do Rei contra o Getafe
- Melhor artilheiro por um único clube na história do Futebol (IFFHS): 672 Gols por Barcelona
- Melhor marcador do mundo pela IFFHS: 2012, 2016
- Melhor marcador internacional do mundo pela IFFHS: 2011, 2012
- Melhor marcador dos campeonatos de primeira divisão do mundo pela IFFHS: 2012, 2013, 2017, 2018
- Melhor criador de jogadas do mundo pela IFFHS: 2015, 2016, 2017, 2019, 2022
- Melhor jogador da CONMEBOL pela IFFHS: 2020, 2021, 2022
- Melhor jogador da década pela IFFHS: (2011–2020)
- Melhor criador de jogadas da década pela IFFHS: (2011–2020)
- Melhor marcador nacional da década pela IFFHS: (2011–2020)
- Prémio Landon Donovan MVP: 2024[25]

### Coletivo
- FIFPro World XI: 2007, 2008, 2009, 2010, 2011, 2012, 2013, 2014, 2015, 2016, 2017, 2018, 2019, 2020, 2021, 2022, 2023
- Equipe(a) do ano da UEFA: 2008, 2009, 2010, 2011, 2012, 2014, 2015, 2016, 2017, 2018, 2019, 2020, 2022
- Equipe da Champions League: 2014–15, 2015–16, 2016–17, 2017–18, 2018–19, 2019–20, 2020–21
- Equipe(a) do ano pela European Sports Media: 2005–06, 2007–08, 2008–09, 2009–10, 2010–11, 2011–12, 2012–13, 2014–15, 2015–16, 2016–17, 2017–18, 2018–19, 2019—20, 2020—21
- Equipe(a) do ano pela Football Observatory: 2015 [26]
- Equipe(a) do ano pela L'Équipe: 2009, 2010, 2011, 2012, 2013, 2014, 2015, 2016, 2017, 2018, 2019 e 2022 [27]
- Seleção da década das grandes ligas da Europa pela Goal 50 [28]
- Seleção da década pela France Football [29]
- Seleção da década pela UOL Esporte
- Um dos 11 eleitos pela AFA para a Seleção Argentina de Todos os Tempos [30]
- Melhor trio de ataque do século XXI [31]
- Melhor equipe do século XXI pela UEFA [32]
- Equipe Ideal da Copa Americaː 2007, 2015, 2021[33], 2024
- Equipe ideal da Copa América Centenário [34]
- Equipe Ideal da Copa do Mundo 2014 e 2022
- Equipe Ideal do Sul-Americano Sub-20: 2005
- Seleção do século XXI pela UEFA [35]
- Equipe ideal de jogadores sul-americanos na história do Barcelona
- Seleção da década (2011 - 2020) pela IFFHS[36]
- Bola de Ouro Dream Team: Melhor Ponta Direito da História
- 11Leyendas Jornal AS: 2021[37]
- IFFHS ALL TIME WORLD MEN'S DREAM TEAM[38]
- Equipe ideal CONMEBOL da década 2011–2020 pela IFFHS[39]
- Equipe Mundial do Ano da IFFHS: 2022 [40]

### Torneios
- Melhor jogador do Mundial Sub-20: 2005
- Melhor jogador do Troféu Joan Gamper: 2005, 2013, 2014, 2016 e 2018
- Melhor jogador da UEFA Champions League: 2008–09, 2010–11, 2014–15
- Melhor Jogador da Supercopa da UEFA: 2015
- Homem do Jogo da final da UEFA Champions League: 2010–11
- Melhor atacante da UEFA Champions League: 2008–09, 2018–2019
- Bola de Ouro da Copa do Mundo de Clubes da FIFA: 2009, 2011
- Homem do Jogo da final da Copa do Mundo de Clubes da FIFA: 2011
- Melhor jogador da partida da Copa do Mundo de 2010: Argentina 1x0 Nigéria (Melhor jogador de 1 partida, Argentina disputou 5 partidas)
- Melhor jogador da partida da Copa do Mundo de 2014: Argentina 2x1 Bósnia, Argentina 1x0 Irã, Argentina 1x0 Suíça e Argentina 3x2 Nigéria (Melhor jogador de 4 partidas, Argentina disputou 7 partidas) [41]
- Melhor jogador da partida da Copa do Mundo de 2018: Argentina 2x1 Nigéria (Melhor jogador de 1 partida, Argentina disputou 4 partidas)
- Melhor jogador da partida da Copa do Mundo de 2022: Argentina 2x0 México, Argentina 2x1 Austrália, Argentina 2x2 Holanda, Argentina 3x0 Croacia e Argentina 3x3 França (Melhor jogador de 5 partidas, Argentina disputou 7 partidas)
- Melhor jogador da partida do Mundial de Clubes FIFA de 2025: Inter Miami 2x1 Porto (Melhor jogador de 1 partida, Inter Miami disputou 4 partidas)
- Bola de Ouro da Copa do Mundo FIFA: 2014 e 2022
- Chuteira de Prata da Copa do Mundo FIFA: 2022
- Melhor jogador da Copa América: 2015, 2021
- Melhor jogador Jovem da Copa América: 2007
- Homem do Jogo da final e melhor da competição Copa dos Campeões CONMEBOL–UEFA: 2022
- Melhor jogador da final da Copa del Rey: 2020–21
- MVP da Copa do Mundo de Clubes da FIFA: 2011
- Melhor jogador do Trophée des Champions: 2022
- Melhor jogador da Leagues Cup: 2023

### Artilharias
- Copa do Mundo FIFA Sub-20 de 2005 (6 gols)
- Copa del Rey de 2008–09 (6 gols)
- Supercopa da Espanha 2009 (2 gols)
- Liga dos Campeões da UEFA de 2008–09 (9 gols)
- Supercopa da Espanha 2010 (3 gols)
- La Liga de 2009–10 (34 gols)
- Liga dos Campeões da UEFA de 2009–10 (8 gols)
- Supercopa da UEFA de 2011 (1 gol)
- Supercopa da Espanha 2011 (3 gols)
- Copa del Rey de 2010–11 (7 gols)
- Liga dos Campeões da UEFA de 2010–11 (12 gols)
- Copa do Mundo de Clubes da FIFA de 2011 (2 gols)
- Supercopa da Espanha de 2012 (2 gols)
- La Liga de 2011–12 (50 gols)
- Liga dos Campeões da UEFA de 2011–12 (14 gols)
- La Liga de 2012–13 (46 gols)
- Copa del Rey de 2013–14 (5 gols)
- Liga dos Campeões da UEFA de 2014–15 (10 gols)
- Supercopa da UEFA de 2015 (2 gols)
- Copa del Rey de 2015–16 (5 gols)
- La Liga de 2016–17 (37 gols)
- Copa del Rey de 2016–17 (6 gols)
- La Liga de 2017–18 (33 gols)
- La Liga de 2018–19 (36 gols)
- Liga dos Campeões da UEFA de 2018–19 (12 gols)
- Supercopa da Espanha de 2019–20 (1 gol)
- La Liga de 2019–20 (25 gols)
- La Liga de 2020–21 (30 gols)
- Copa América de 2021 (4 Gols)
- Leagues Cup de 2023 (10 gols)

### Líder de Assistências
- Supercopa da UEFA de 2009 (1 assistência)
- La Liga de 2010-11 (18 assistências)
- Supercopa da Espanha de 2011 (2 assistências)
- Copa América de 2011 (3 assistências)
- Copa do Mundo de Clubes da FIFA de 2011 (2 assistências)
- Supercopa da UEFA de 2011 (1 assistência)
- Copa del Rey de 2011–12 (4 assistências)
- Liga dos Campeões da UEFA de 2011–12 (5 assistências)
- Copa del Rey de 2014–15 (4 assistências)
- La Liga de 2014–15 (18 assistências)
- Liga dos Campeões da UEFA de 2014–15 (5 assistências)
- Copa América de 2015 (3 assistências)
- Copa del Rey de 2015–16 (5 assistências)
- La Liga de 2015–16 (16 assistências)
- Copa América Centenário (4 assistências)
- Supercopa da Espanha de 2016 (2 assistências)
- Copa del Rey de 2016–17 (3 assistências)
- Copa del Rey de 2017–18 (4 assistências)
- La Liga de 2017–18 (12 assistências)
- Copa do Mundo FIFA de 2018 (2 assistências)
- Supercopa da Espanha de 2018 (1 assistência)
- La Liga de 2018–19 (13 assistências)
- La Liga de 2019–20 (21 assistências)
- Copa América de 2021 (5 assistências)
- Copa dos Campeões CONMEBOL–UEFA de 2022 (2 assistências)
- Copa do Mundo FIFA 2022 (3 assistências)
- Ligue 1 de 2022–23 (16 assistências)

### Recordes e marcas mundiais
- Jogador com mais títulos conquistados na história do Futebol: 44 Troféus Oficiais.
- Jogador com mais prêmios de Melhor do Mundo FIFA na história do futebol: 8
- Jogador com mais Bolas de Ouro na história do futebol: 8
- Jogador com mais Bolas de Ouro consecutivas na história do futebol: 4 (2009–2012)
- Único Futebolista a vencer o Prêmio Laureus do Esporte Mundial: 2 (2020,2023)
- Jogador com mais gols oficiais por um único clube: 672 por Barcelona
- Guinness World Records recorde de mais gols oficiais em um único ano: 91 em 2012
- Mais gols oficiais em um ano por clube: 79 (2012)
- Jogador com mais assistências oficiais em um único ano na história do futebol: 36 em 2011
- Jogador com mais gols em uma única Liga profissional: 474 em La Liga
- Único jogador a marcar em 6 diferentes competições de clubes em uma temporada duas vezes: 2011–12 e 2015–16
- Único jogador a marcar em 6 diferentes competições de clubes em um ano civil duas vezes: 2011 e 2015
- Único jogador a marcar e assistir em 6 diferentes competições de clubes em um ano civil: 2011
- Único jogador a marcar em 7 diferentes competições (clube e seleção) em um ano civil: 2015
- Mais presenças no FIFPro World XII: 16 vezes (2007–2022)
- Maior número de aparições nos 3 primeiros candidatos para o Ballon d'Or: 14 vezes (2007–2017, 2019, 2021-2022)
- Maior intervalo de tempo entre o primeiro e o último prêmio Ballon d'Or: 14 anos (2009, 2023)
- Maior número de aparições consecutivas nos 3 primeiros candidatos para o Ballon d'Or[42]: 11 (2007–2017)
- Jogador mais jovem a ganhar 2 prêmios Ballon d'Or: 23 anos, 6 meses e 18 dias
- Jogador mais jovem a ganhar 3 prêmios Ballon d'Or: 24 anos, 6 meses e 17 dias
- Jogador mais jovem a ganhar 4 prêmios Ballon d'Or: 25 anos, 6 meses e 15 dias
- Jogador mais jovem a ganhar 5 prêmios Ballon d'Or: 28 anos, 6 meses e 18 dias
- Jogador mais jovem a ganhar 6 prêmios Ballon d'Or: 32 anos, 5 meses e 8 dias
- Jogador mais jovem a ganhar 7 prêmios Ballon d'Or: 34 anos, 5 meses e 5 dias
- Jogador mais jovem a ganhar 8 prêmios Ballon d'Or: 36 anos, 4 meses e 6 dias
- Maior número de gols marcados nas finais da Copa do Mundo de Clubes da FIFA: 4 gols (partilhado com Cristiano Ronaldo)
- Único jogador que marcou em quatro Copa do Mundo de Clubes da FIFA: 2009, 2011, 2015, 2025
- Maior número de bolas de ouro da Copa do Mundo de Clubes da FIFA: 2 (2009, 2011)
- Jogador com mais prêmios oficiais de Homem do Jogo em uma única edição de Copa do Mundo FIFA: (5 em 2022)
- Único jogador a marcar em Copa do Mundo FIFA na sua juventude, na casa dos 20 anos e na casa dos 30 anos
- Único jogador a dar 1 ou mais assistências em 4 Copa do Mundo FIFA diferentes
- Único jogador a dar 1 ou mais assistências em 5 Copa do Mundo FIFA diferentes
- Único que marcou mais de 60 gols por clube em todas as competições em duas temporadas consecutivas (2011–12 e 2012–13)
- Único jogador a marcar consecutivamente contra todas as equipes em uma liga profissional: 19 partidas, 30 gols em 2012–13
- Jogador com mais jogos consecutivos em uma liga marcando gols: 21 partidas, 33 gols (2012–13)
- Único jogador na história a marcar mais de 40 gols por clube em 9 temporadas consecutivas (2009–10 a 2017–18)
- Único jogador na história a marcar mais de 40 gols por clube em 10 temporadas consecutivas (2009–10 a 2018–19)
- Único jogador na história a marcar mais de 50 gols em 9 anos diferentes por clube e seleção
- Único jogador na história a marcar mais de 40 gols em 12 anos diferentes por clube e seleção
- Único jogador na história a marcar mais de 30 gols por clube em 13 temporadas consecutivas (2008–09 a 2020–21)
- Jogador mais jovem (18 anos e 357 dias contra a Sérvia em 2006) e o mais velho (35 anos e 155 dias contra o México em 2022) a marcar e dar assistência em um único jogo da Copa do Mundo
- Jogador com mais jogos na história da Copa do Mundo FIFA (26)
- Jogador mais jovem a disputar 5 Copas do Mundo FIFA: 35 anos
- Jogador sul-americano que mais disputou Copas do Mundo: 5
- Jogador sul-americano com mais partidas por sua seleção nacional (180 jogos)
- Jogador com mais jogos como capitão em Copa do Mundo FIFA (20)
- Jogador com mais participações diretas em gols na história da Copa do Mundo FIFA: 21 (13 gols e 8 assistências)
- Jogador com mais gols em finais na história do futebol (35)
- Único jogador a marcar gols na fase de grupos, oitavas, quartas, semifinal e final na história da Copa do Mundo FIFA
- Único jogador a ser eleito Bola de Ouro da Copa do Mundo FIFA em dois torneios diferentes (2014, 2022)
- Jogador com mais assistências em Copa do Mundo FIFA (8)
- Jogador com mais minutos em Copa do Mundo FIFA (2.314)
- Único jogador a dar assistências em cinco Copa do Mundo FIFA
- Maior vencedor do prêmio de Melhor em Campo em Copa do Mundo FIFA (11)
- Jogador com o maior intervalo entre o primeiro e o último gol em Copa do Mundo FIFA (16 anos,5 meses e 20 dias)
- Jogador mais velho a marcar e dar assistência em um mesmo jogo de Copa do Mundo FIFA (35 anos, 5 meses e 19 dias)
- Jogador com mais assistências registradas na história do futebol (364)
- Junto com Di María, primeiro jogador a vencer Copa do Mundo, Copa do Mundo sub-20 e Olimpíadas.
- Único jogador a ser eleito o melhor do mundo em três décadas diferentes: 2000, 2010 e 2020.
- Primeiro jogador a atingir a marca de 300 assistências por clubes
- Único jogador com 1000 participações em gols por clubes na história do futebol
- Primeiro jogador sul americano na história a marcar 100+ gols por sua seleção
- Único jogador na história a vencer o prêmio Prêmio Laureus do Esporte Mundial (Oscar do esporte) 2 vezes (2020, 2022)
- Primeiro jogador na história a marcar 700 gols oficiais sem contar cobranças de pênaltis
- Jogador com mais participações diretas em gols em finais na história
- Primeiro jogador na história do futebol a participar diretamente de 50 gols em finais
- Jogador com mais participações em gols em finais na história
- Primeiro jogador na história do futebol a vencer o prêmio FIFA The Best atuando fora do continente europeu
- O maior artilheiro da história do Inter Miami (33 gols)
- Único jogador da história do futebol a ser o melhor em campo em 7 finais de competições diferentes (Copa do Mundo, Liga dos Campeões, Finalíssima, Copa do Mundo de Clubes, Copa do Rei, Supercopa da França e Supercopa da UEFA)
- Único jogador na história do futebol a ganhar Copa do Mundo, UEFA Champions League, Bola de Ouro, Chuteira de Ouro da UEFA e a Bola de Ouro da Copa do Mundo
- Único jogador na história do futebol a marcar 5 gols em um jogo e dar 5 assistências em outro
- Único atleta da MLS a marcar 10 gols nos primeiros oito jogos do campeonato
- Primeiro jogador a dar cinco assistências na mesma partida na MLS
- Jogador mais rápido a atingir a marca de 25 participações em gols em uma única edição da MLS (12 jogos,12 gols e 13 assistências)

### Recordes e Marcas pela Europa
- Jogador com mais gols em competições de clubes em uma temporada nas 5 Principais Ligas da Europa: 73 gols em 2011–12
- Maior vencedor da Chuteira de Ouro da UEFA: 6
- Único jogador a vencer a Chuteira de Ouro da UEFA por três vezes consecutivas: (2016–17 a 2018–19)
- Jogador com mais artilharias de ligas na história das 5 Principais Ligas da Europa: 8 artilharias (compartilhado com Robert Lewandowski)
- Maior número de gols marcados em uma única liga europeia: 474 gols em La Liga
- Jogador mais rápido a atingir 100 gols na UEFA Champions League: 123 jogos
- Maior artilheiro por um único clube das 5 Principais Ligas da Europa: 634 gols
- O jogador mais rápido a atingir os 300 gols nas 5 Principais Ligas da Europa (334 jogos)
- Jogador mais jovem a atingir 100 jogos na UEFA Champions League: 30 anos, 8 meses e 18 dias
- Jogador mais jovem a marcar mais de 400 gols num único clube europeu
- jogador mais jovem a marcar mais de 500 gols num único clube europeu
- jogador mais jovem a marcar mais de 600 gols num único clube europeu
- Mais hat-tricks na UEFA Champions League: 8 (compartilhado com Cristiano Ronaldo)
- Mais hat-tricks na fase de grupos em uma única temporada da UEFA Champions League: 2 (compartilhado com Luiz Adriano e Cristiano Ronaldo)
- Jogador com mais gols em único jogo de Liga dos Campeões da UEFA – 5 gols contra o Bayer Leverkusen
- Jogador mais jovem a terminar como artilheiro da Liga dos Campeões da UEFA: 21 anos (2009)
- Primeiro jogador a ser artilheiro da Liga dos Campeões da UEFA por 4 vezes consecutivas
- Jogador mais jovem a ultrapassar a marca de 50 gols em Liga dos Campeões da UEFA
- Jogador mais jovem a ultrapassar 100 gols em Liga dos Campeões da UEFA
- Único jogador a conseguir 100 pontos na disputa do Chuteira de Ouro da UEFA
- Maior artilheiro da fase de grupos da Liga dos Campeões da UEFA: 76 gols
- Maior artilheiro das oitavas de final da Liga dos Campeões da UEFA: 29 gols
- Maior artilheiro por um único clube na Liga dos Campeões da UEFA: 120 gols por Barcelona
- Mais gols de falta na Supercopa da UEFA: 2 gols
- Maior artilheiro da Supercopa da UEFA: 3 gols (Compartilhado com outros 8 jogadores)
- Primeiro jogador a marcar 5 gols num único jogo da Liga dos Campeões da UEFA
- Primeiro jogador a marcar 400 vezes em qualquer uma das cinco grandes ligas europeias
- Um dos dois jogadores da história a ter mais de 20 gols e 20 assistências numa mesma temporada - (2019–20) (Compartilhado com Thierry Henry)
- Primeiro jogador da história a marcar em 16 temporadas consecutivas da Liga dos Campeões da UEFA
- Jogador com mais gols em uma única temporada de liga nas 5 Principais Ligas da Europa: 50 em 2011/12
- Jogador com mais gols em um único ano de liga nas 5 Principais Ligas da Europa: 59 em 2012
- Jogador com mais assistências em uma única temporada de liga nas 5 Principais Ligas da Europa: 21 em 2019/20 (compartilhado com Thomas Müller em 19/20)
- Jogador que mais fez parte do time ideal da fifa 16 vezes (2007-2022)
- Jogador com mais gols por clubes nas 5 principais ligas da Europa (700)
- Jogador com mais gols marcados por clubes europeus
- Jogador com mais gols na história das cinco grandes ligas européias 496+ gols

### Recordes e Marcas na Espanha
- Primeiro jogador da La Liga a marcar mais de 25 gols em 11 temporadas consecutivas em todas as competições
- Único jogador na história da La Liga a marcar mais de 20 gols em 11 temporadas consecutivas (2008–09 a 2018–19)
- Único jogador na história da La Liga a marcar mais de 15 gols em 12 temporadas (consecutivamente) (2008–09 a 2019–20)
- Único jogador na história da La Liga a marcar mais de 10 gols em 14 temporadas (consecutivamente) (2006–07 a 2019–20)
- O primeiro jogador a marcar mais de 25 gols em 10 temporadas consecutivas da La Liga (2009–10 a 2018–19)
- Primeiro jogador na história da La Liga que marcou pelo menos dois gols em 100 jogos
- Maior artilheiro da história do El Clásico na La Liga: 18 gols
- Maior artilheiro da história do El Clásico: 26 gols
- Maior assistente da história do El Clasico: 14 assistências
- Mais hat-tricks nos jogos El Clásico: 2 hat-tricks
- Hat-trick mais rápido da história da La Liga (17 minutos contra Mallorca)
- Único jogador na história da La Liga a marcar mais de 20 gols em 8 temporadas consecutivas (partilhado com Cristiano Ronaldo)
- Único jogador na história da La Liga a marcar mais de 20 gols em 9 temporadas consecutivas (2008–09 a 2016–17)
- Único jogador na história da La Liga a marcar mais de 20 gols em 10 temporadas consecutivas (2008–09 a 2017–18)
- Único jogador na história da La Liga a marcar mais de 20 gols em 11 temporadas consecutivas (2008–09 a 2018–19)
- Único jogador na história da La Liga a marcar mais de 20 gols em 12 temporadas consecutivas (2008–09 a 2018–19)
- Único jogador na história da La Liga a marcar mais de 20 gols em 13 temporadas consecutivas (2008–09 a 2019–20)
- Primeiro jogador a marcar mais de 25 gols em cinco temporadas consecutivas da La Liga (partilhadas com Cristiano Ronaldo)
- Primeiro jogador a marcar mais de 25 gols em seis temporadas consecutivas da La Liga (partilhadas com Cristiano Ronaldo)
- Primeiro jogador a marcar mais de 25 gols em sete temporadas consecutivas da La Liga (partilhadas com Cristiano Ronaldo)
- Primeiro jogador a marcar mais de 25 gols em oito temporadas consecutivas da La Liga (2009–10 a 2016–17) (partilhado com Cristiano Ronaldo)
- Primeiro jogador a marcar mais de 25 gols em nove épocas consecutivas da La Liga (2009–10 a 2017–18) (partilhado com Cristiano Ronaldo)
- Primeiro jogador a marcar mais de 25 gols em dez épocas consecutivas da La Liga (2009–10 a 2018–19)
- Primeiro jogador a marcar mais de 25 gols em onze épocas consecutivas da La Liga (2009–10 a 2019–20)
- Único jogador a marcar mais de 40 gols em duas temporadas consecutivas da La Liga (partilhadas com Cristiano Ronaldo)
- Jogador com mais títulos conquistados por um clube espanhol: 35 títulos
- Único jogador a marcar em 6 edições da Supercopa da Espanha: 2009, 2010, 2011, 2012, 2015, 2016
- Único jogador a marcar em 4 edições consecutivas da Supercopa da Espanha: 2009–2012
- Melhor marcador na segunda metade da temporada: 28 gols (em 2011–12)
- Maior número de adversários diferentes a marcar em uma única temporada: 19 (2012–13) (compartilhado com Cristiano Ronaldo e Ronaldo)
- Melhor marcador ao longo de uma temporada em jogos em casa: 46 gols (em 2011–12),
- Melhor marcador de gols ao longo de uma temporada em jogos em casa: 35 gols (em 2011–12)
- Melhor marcador ao longo de uma temporada nos jogos fora de casa: 24 gols (em 2012–13)
- Mais gols marcados em La Liga em uma temporada: 50 gols em 2011–12
- Mais gols marcados na La Liga em um ano: 59 gols em 2012
- Maior número de hat-tricks da La Liga em uma temporada: 8 (compartilhado com Cristiano Ronaldo)
- Jogador mais jovem a marcar 200 gols na La Liga: 25 anos
- Jogador mais jovem a atingir 250 gols na La Liga
- Jogador mais jovem a atingir 300 gols na La Liga
- Jogador mais jovem a atingir 350 gols na La Liga
- Jogador mais jovem a atingir 400 gols na La Liga
- Primeiro jogador a marcar mais de 40 gols em 3 temporadas da La Liga (partilhadas com Cristiano Ronaldo)
- Maior artilheiro da Supercopa da Espanha: 17 gols
- Maior artilheiro do Troféu Joan Gamper: 8 gols
- Maior artilheiro da La Liga: 444 gols
- Jogador com mais assistências na história da La Liga: 183 assistências
- Jogador com mais assistências em uma única temporada de La Liga e de uma das cinco principais ligas europeias : 23 assistências - 2019–20
- Jogador com mais gols de falta na história da La Liga: 36 gols
- Jogador da La Liga que mais marcou gols no século XXI saindo do banco: 23 gols
- Mais gols marcados fora de casa na história da La Liga
- Mais vencedor do Troféu Pichichi: 8
- Único jogador a vencer o Troféu Pichichi por 5 vezes seguidas: (2016–17 a 2020–21)

### Recordes e Marcas pelo Barcelona
- Maior artilheiro da história do Barcelona: 672 gols
- Maior artilheiro da história do Barcelona (incluindo amistosos): 710 gols
- Maior assistente da história do Barcelona: 269 assistências
- Mais títulos na história do Barcelona: 35 títulos
- Jogador com mais vitórias na história do Barcelona: 542 vitórias em 778 partidas
- Maior artilheiro do Barcelona na La Liga: 474 gols
- Maior artilheiro do Barcelona nas competições europeias: 123 gols
- Maior artilheiro do Barcelona em competições internacionais: 128 gols
- Mais hat-tricks em competições oficiais pelo Barcelona: 48 hat-tricks
- Mais hat-tricks na La Liga pelo Barcelona: 36 hat-tricks
- Mais hat-tricks pelo Barcelona em uma única temporada da La Liga: 8 hat-tricks
- Mais gols marcados em uma única temporada da Liga dos Campeões da UEFA: 14 gols (2011–12)
- Maior artilheiro do Derbi Barceloní (derby catalão): 12 gols
- Primeiro jogador do Barcelona a ser o melhor marcador da La Liga 3 vezes
- Primeiro jogador do Barcelona a ser o melhor marcador da La Liga 4 vezes
- Primeiro jogador do Barcelona a ser o melhor marcador da La Liga 5 vezes
- Primeiro jogador do Barcelona a ser o melhor marcador da La Liga 6 vezes
- Primeiro jogador do Barcelona a ser o melhor marcador da La Liga 7 vezes
- Primeiro jogador do Barcelona a ser o melhor marcador da La Liga 8 vezes
- Único jogador do Barcelona a ganhar 10 títulos de La Liga
- Mais troféus da Liga dos Campeões da UEFA: 4 (compartilhado com Xavi Hernández e Andrés Iniesta)
- Único jogador que marcou e assistiu em 6 competições oficiais diferentes em uma temporada (Copa del Rey, La Liga, Liga dos Campeões da UEFA, Supercopa da Espanha, Supercopa da UEFA e Copa do Mundo de Clubes da FIFA, concluída em 12 de janeiro de 2012)
- Um dos 2 jogadores que marcaram em 6 competições oficiais diferentes em uma temporada (Copa del Rey, La Liga, Liga dos Campeões da UEFA, Supercopa da Espanha, Supercopa da UEFA e Copa do Mundo de Clubes da FIFA, concluída em 4 de janeiro de 2012)
- O primeiro jogador do Barcelona a superar 30 gols em 2 temporadas consecutivas
- O primeiro jogador do Barcelona a superar 30 gols na La Liga em 3 temporadas consecutivas
- O primeiro jogador do Barcelona a superar 30 gols na La Liga em 4 temporadas consecutivas
- O primeiro jogador do Barcelona a superar 50 gols em uma temporada
- O primeiro jogador do Barcelona a superar 50 gols em 2 temporadas (fez consecutivamente)
- O primeiro jogador do Barcelona a superar 50 gols em 3 temporadas (fez consecutivamente)
- O primeiro jogador do Barcelona a superar 50 gols em 4 temporadas (fez consecutivamente)
- O primeiro jogador do Barcelona a superar 50 gols em 5 temporadas (fez consecutivamente)
- O primeiro jogador do Barcelona a superar 50 gols em 6 temporadas (fez consecutivamente)
- O primeiro jogador do Barcelona a ganhar 2 Chuteiras de Ouro da UEFA
- O primeiro jogador do Barcelona a ganhar 3 Chuteiras de Ouro da UEFA
- O primeiro jogador do Barcelona a ganhar 4 Chuteiras de Ouro da UEFA
- O primeiro jogador do Barcelona a ganhar 5 Chuteiras de Ouro da UEFA
- O primeiro jogador do Barcelona a ganhar 6 Chuteiras de Ouro da UEFA
- Único jogador da história a marcar gols em 11 finais de torneios disputadas
- Mais gols de falta da história do Barcelona: 50

### Recordes e Marcas pela Argentina
- Maior artilheiro da seleção Argentina: 112 gols
- Maior líder de assistências da seleção Argentina: 55 assistências
- Jogador com mais participações em gols por seleções: 157 G/A
- Jogador com mais partidas diferentes marcando gols nas Eliminatórias da Copa do Mundo CONMEBOL: 20 partidas
- Jogador Sul-Americano com mais gols por seleções na história: 112 gols
- Único jogador argentino a marcar contra todos países da CONMEBOL
- Mais gols marcados em amistosos: 48 gols
- Mais gols marcados em Competições: 54 gols
- Mais assistências em Competições: 37 Assistências
- Maior número de gols marcados em uma edição das Eliminatórias da Copa do Mundo CONMEBOL: 10 gols
- Mais gols marcados em um ano (equipe nacional): 18 gols (2022)
- Jogador mais jovem da Argentina que marcou na Copa do Mundo FIFA: 18 anos e 357 dias em 2006 contra Sérvia e Montenegro
- Jogador mais jovem da Argentina que jogou na Copa do Mundo FIFA: 18 anos e 357 dias em 2006 contra Sérvia e Montenegro
- Jogador mais jovem a atingir 100 jogos internacionais na história da CONMEBOL (27 anos, 361 dias)
- Líder de Assistências da história das Copas América: 18 assistências
- Jogador com mais assistências em uma única Copa América: 5 assistências
- Jogador com mais partidas jogadas na história da Copa América: 35 partidas[43]
- Jogador com mais vitórias na seleção argentina: 85 vitórias
- Jogador com mais competições disputadas com a seleção: 10[44]
- Único jogador a marcar 10+ gols e a dar 10+ assistências na história da Copa América
- Jogador com mais hat-tricks pela Argentina: 9 hat-tricks
- Jogador com mais gols de falta pela Argentina: 10 gols
- Jogador com mais jogos pela Seleção Argentina: 174 jogos
- Argentino com mais copas do mundo disputadas: 5 (2006,2010,2014,2018,2022)
- Argentino com mais partidas em copas do mundo: 26
- Argentino com mais gols marcados em copas do mundo (13)
- Jogador com mais assistências em Copa do Mundo (8) empatado com ( Pelé e Maradona)
- Único jogador argentino a marcar em quatro copas do Mundo.
- Maior artilheiro da história das eliminatórias sul-americanas com 31 gols
- Fez gol contra todas as seleções da América do Sul
- Jogador com mais partidas na história da Copa América (35)
- Primeiro jogador a dar assistência em 7 edições diferentes de Copa América

Fonte dos recordes e marcas[carece de fontes?]

### Honrarias
- Embaixador da ONU[45]
- Embaixador da boa vontade da UNICEF
- Embaixador do Turismo[46]
- Creu de Sant Jordi[47]